# Carinascincus pretiosus
Carinascincus pretiosus — вид сцинкоподібних ящірок родини сцинкових (Scincidae). Ендемік Австралії.

## Поширення і екологія
Carinascincus pretiosus широко поширені на Тасманії та на островах Бассової протоки. Вони живуть у вологих і сухих помірних лісах, серед скель та у вторинних заростях, на висоті до 1000 м над рівнем моря. Живородні, народжують 2 дитинчат.